# Crombec vert
Sylvietta virens
Espèce
Statut de conservation UICN

 LC  : Préoccupation mineure
Le Crombec vert (Sylvietta virens) est une espèce d'oiseaux de la famille des Macrosphenidae.

## Répartition
Cet oiseau vit en Afrique équatoriale.

## Taxinomie
Selon le la classification de référence du Congrès ornithologique international (version 7.1, 2017) et Alan P. Peterson, il existe quatre sous-espèces :
- Sylvietta virens flaviventris (Sharpe, 1877) ;
- Sylvietta virens virens Cassin, 1859 ;
- Sylvietta virens baraka Sharpe, 1897 ;
- Sylvietta virens tando Sclater, WL, 1927.